# Frukostklubben
Frukostklubben var en programserie som sändes i Sveriges Radio på lördagar 9 februari 1946 – 12 maj 1951 och 2 oktober 1954 – 31 december 1978. 
Frukostklubben var det första underhållningsprogrammet i Sverige som sändes på morgonen. Totalt sändes 680 program, och programledare under nästan hela sändningsperioden var Sigge Fürst. Under 1968 var artisten Thore Skogman programledare. Signaturmelodi till programmet var den amerikanska filmmelodin "Good Morning" (1939) med svensk text av Per-Martin Hamberg.

## Programserien
Idén till Frukostklubben hade av Per-Martin Hamberg hämtat från USA och ABC:s The Breakfast Club. Övriga producenter av programmet var Roland Eiworth, Povel Ramel, Tage Danielsson, Hilding Pettersson, Bertil Perrolf och Kent Finell. Kapellmästare för studioorkestern var Andrew Walter, senare Göte Wilhelmson.
En stående rollfigur i programmet var "Kaffe-Petter", en trasdocka vars röst gjordes av buktalaren Curt Randelli. Dockan fanns även på den Frukostklubbsnål som delades ut av Fürst till varje medverkande i programmet. Under några år i slutet av 1950-talet medverkade Enslingen Johannes  som spelades av Stig Järrel. 
Det sista programmet samsändes med televisionen på nyårsafton 1978 och gästades bland annat av Galenskaparna.

## Film
Frukostklubben filmatiserades i Stjärnsmäll i Frukostklubben (1950).

## Bilder

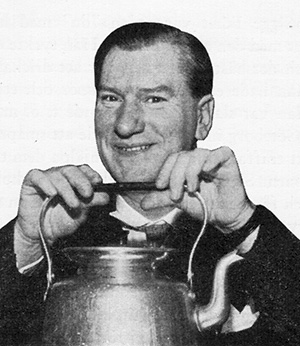
Sigge Fürst med Frukostklubbens kaffekanna.
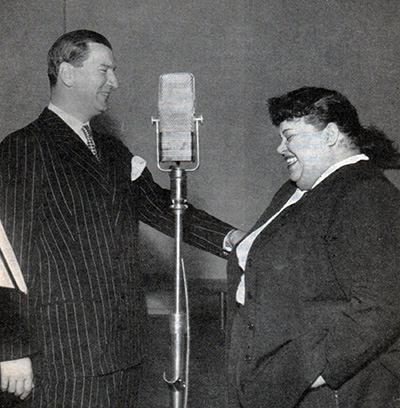
Sigge Fürst med June Richmond.
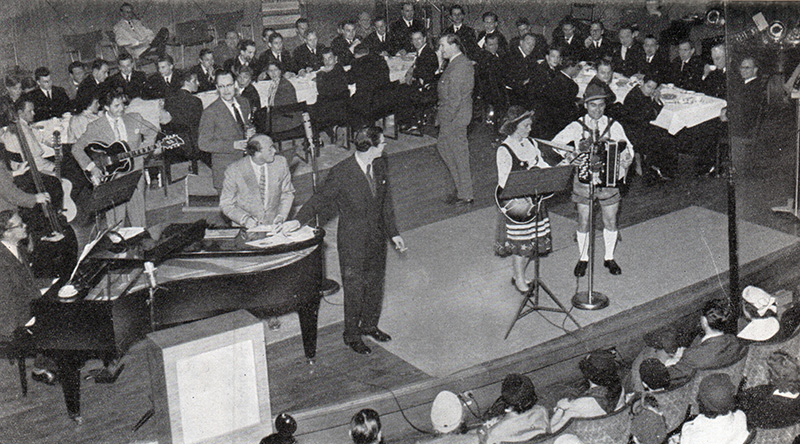
Frukostklubben i Karlaplansstudion.